# Peromyia miniuscula
Peromyia miniuscula är en tvåvingeart som beskrevs av Boris Mamaev 1998. Peromyia miniuscula ingår i släktet Peromyia och familjen gallmyggor.
Artens utbredningsområde är Sverige. Inga underarter finns listade i Catalogue of Life.